# جان لی اندرسون
جان لی اندرسون (انگلیسی: Jon Lee Anderson؛ زادهٔ ۱۵ ژانویهٔ ۱۹۵۷) زندگی‌نامه‌نویس آمریکایی، نویسنده، گزارشگر تحقیقی، خبرنگار جنگ و نویسنده نیویورکر است و از مناطق جنگی مانند افغانستان، عراق، اوگاندا، فلسطین، السالوادور، ایرلند، لبنان، ایران، و سراسر خاورمیانه گزارش تهیه می‌کند. همچنین گزارش‌های وی در طول تلاش‌های نجات در توفند کاترینا در نیویورکر ثبت شده‌است. اندرسون همچنین برای نیویورک تایمز، مجله هارپر، لایف و نیشن نوشت.
اندرسون رهبران سیاسی از قبیل هوگو چاوز، فیدل کاسترو، چه گوارا و آگوستو پینوشه را پروفایل کرده‌است.

## حرفه
اندرسون در سال ۱۹۷۹ به عنوان گزارشگر برای لیما تایمز در پرو شروع به کار کرد. در طول دهه ۱۹۸۰ او آمریکای مرکزی را، ابتدا برای جک اندرسون، ستون‌نویس سندیکایی، و بعدها برای تایم، لایف، نیشن و هارپرز پوشش داد.
اندرسون همچنین نویسنده زندگی‌نامه انقلابی مارکسیست چه گوارا با عنوان «چه گوارا: یک زندگی انقلابی» است که برای اولین بار در سال ۱۹۹۷ منتشر شد. او در حین انجام تحقیقات برای این کتاب در بولیوی، محل مخفی دفن چه گوارا را کشف کرد. بقایای اسکلتی او که در آنجا بود، در سال ۱۹۹۷ نبش قبر و به کوبا بازگردانده شد.